# Radelange
Radelange (allemand : Radelingen et Redel, luxembourgeois : Réidel) est un village de la commune belge de Martelange située en Région wallonne dans la province de Luxembourg.

## Toponymie
- Signification : « Chez ceux de Radila » composé du suffixe germanique -ingen romanisé -ange et de l'anthroponyme germanique Radila[1].
- Radtlingen et Radelange (1619), Redlingen et Redling (1655).

## Histoire
Au cours de la Seconde Guerre mondiale, le 10 mai 1940 (jour de l'invasion de la Belgique par l'Allemagne) la ville est prise dans la fin de la matinée par les Allemands du Kradschützen-Bataillon 1 (motocyclistes), de la 1re Panzerdivision qui a pour objectif de traverser la Meuse à Sedan.

## Vie associative
De nombreuses activités y sont disponibles : tennis, basket, judo, camping, cafés, restauration, club des jeunes... Situé au centre de la pinède, ce village offre possibilités de relaxation, détente, isolation et prise de calme.